# 金緣下美鮨
金緣下美鮨，為輻鰭魚綱鱸形目鱸亞目鮨科的其中一種，被IUCN列為次級保育類動物，分布於西大西洋區，從美國北卡羅萊納州至巴西南部海域，棲息深度64-275公尺，體長可達115公分，棲息在獨立礁石或沙泥底質海域，為底棲性魚類，屬肉食性，以甲殼類、魚類為食，可做為食用魚及遊釣魚。